# Stäppbison

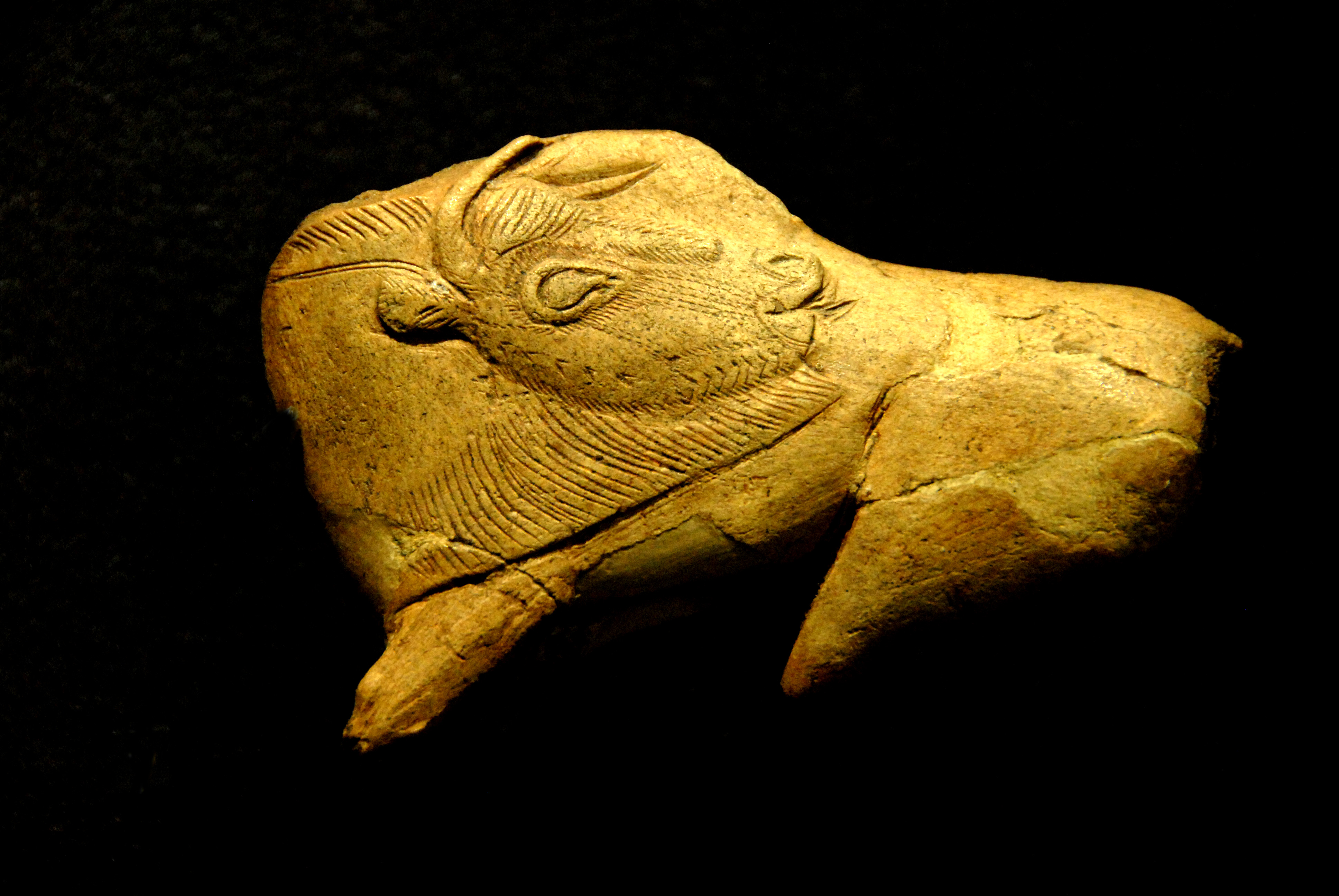
Bison som slickar ett insektsbett, 10 centimeter, funnen i La Madeleinegrottan

Stäppbison (Bison priscus) var vanlig på mammutstäppen men dog ut mot slutet av den senaste istiden.
Den var omkring tre meter lång, nådde en mankhöjd på över två meter och var mycket kraftig. Dess släktskap med den nu levande visenten är oklart. Den förekommer på grottmålningar, bland andra i Altamiragrottan.

## Mumifierad stäppbison
År 2014 hittades av medlemmar av jukagirfolkgruppen i Sibirien en mycket välbevarad mumifierad stäppbison, som är 9.000 år gammal. Den togs hand om av Republiken Sachas vetenskapsakademi (Jakutien). Det är ett av hittills fyra fynd av mumifierad stäppbison i Sibirien och det bäst bevarade.